# Sherobad
Der Sherobad (usbekisch Sherobod, russisch Шерабад, Scherabad) ist ein rechter Nebenfluss des Amudarja in der usbekischen Viloyat Surxondaryo.
Der Sherobad entspringt im Boysuntau-Gebirgszug. Er fließt in südlicher Richtung. Die Europastraße E60 verläuft entlang des Flusslaufes. Er durchbricht schließlich einen Gebirgszug und erreicht die Tiefebene des Amudarja. Dort passiert er wenig später die Stadt Sherobod und erreicht etwa 30 km westlich von Termiz den Amudarja. Im Unterlauf wird der Fluss zur Bewässerung genutzt und führt nur noch sehr wenig Wasser.
Der Sherobad hat eine Länge von 177 km. Sein Einzugsgebiet bis zum Verlassen der Berge umfasst 2950 km². In Sherobad beträgt sein Abfluss 7,5 m/s.